# Platylepis bombus
Platylepis bombus är en orkidéart som beskrevs av Johannes Jacobus Smith. Platylepis bombus ingår i släktet Platylepis och familjen orkidéer. Inga underarter finns listade i Catalogue of Life.